# 수표 (수리학)

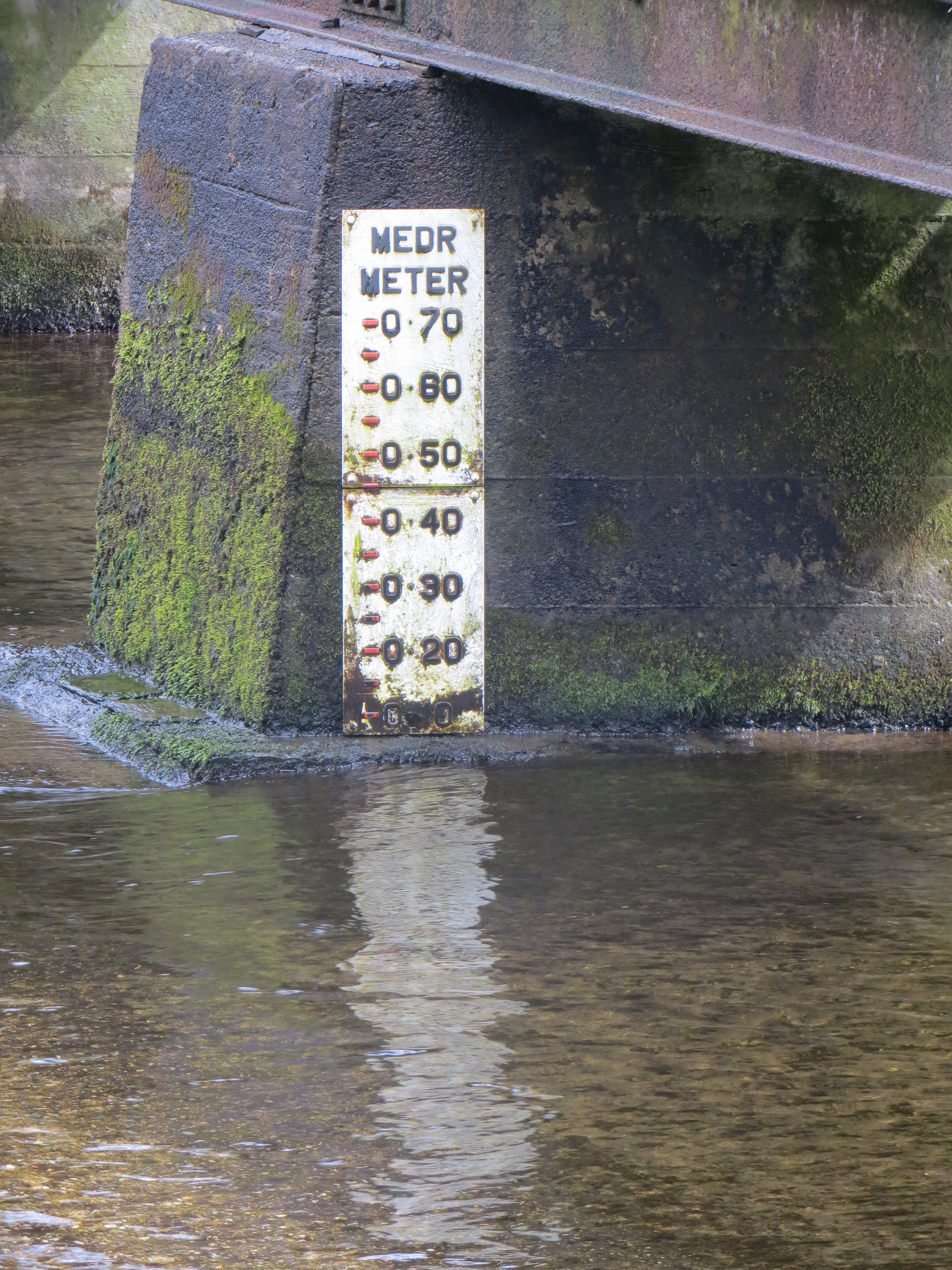
교각에 표시된 수표

수표(水標)는 강이나 저수지에 수위(水位)를 재기 위해서 만든 표지이다. 수위를 측정하는 가장 간단한 방법 가운데 하나로 한국에서는 조선시대부터 사용 기록이 있다. 장영실이 고안한 것으로 전해지는 서울 청계천 수표는 보물 838호로 지정되어 있다.
강물이나 호수의 수위는 농사나 생활에 필요할 뿐만 아니라 홍수와 같은 재해를 예방하는 데에도 중요하다. 이 때문에 이들을 관리하는 기관에서는 일정 시간 마다 수위를 관측하고 그 특성을 분석한다. 수위는 시시각각 변하기 때문에 특정 시각의 특정 수위만으로는 그 의미를 알기 어렵다. 따라서 늘 흐르는 수량의 평균 수위와 비가 적은 계절의 최저 수위, 비가 많은 계절의 최대 수위 등을 함께 고려하여 현재의 수위를 평가하게 된다.
수표는 대개 다리의 교각이나 댐의 둑에 설치되어 현재의 수위를 알 수 있게 해준다. 관리 주체는 일정 시간마다 이 수표를 측정하여 데이터를 확보한다. 남양주 고안수위관측소는 한강의 수위를 관측하기 위한 시설로 만들어진 것으로 내부에 설치된 부이룰 이용하여 수위를 관측하였다.

## 같이 보기
- 수표교